# Saccolaimus mixtus
Saccolaimus mixtus là một loài động vật có vú trong họ Dơi bao, bộ Dơi. Loài này được Troughton mô tả năm 1925.